# Bobby geht los
Bobby geht los ist eine Mischung aus Abenteuer-, Sport- und Kriminalfilm von und mit Harry Piel aus dem Jahre 1931. Annie Markart spielte die weibliche Hauptrolle. Der Geschichte liegt der 1926 erschienene Roman Bobby erwacht … von Georg Mühlen-Schulte zugrunde.

## Handlung
Bobby Morland ist ein durchtrainierter Sportsmann. Als Boxer hat er sich einen Namen gemacht. Der Gegner seines nächsten Fights, Paul Romanow, fürchtet zu unterliegen und bestellt deshalb eine Unterwelttype, die Bobby aus dem Verkehr ziehen lässt. Morland wird niedergeschlagen und in einer Truhe verstaut, die in einem Schloss untergebracht wird, das demnächst zur Versteigerung ansteht. Ehe es in neue Hände gerät, trifft aus diesem Grunde der Langfinger „Gurken-Karl“ in dem alten Gemäuer ein, mit der Absicht, sich ein paar Erinnerungsstücke unter den Nagel zu reißen. Dabei entdeckt und befreit er Bobby, der aber aufgrund des Schlags auf seinen Hinterkopf seinen Namen vergessen hat – eine vorübergehende Amnesie. Bald darauf erscheint die Polizei, und „Gurken-Karl“ und Bobby machen sich schnellstmöglich aus dem Staub, um nicht als Einbrecher und Diebe verhaftet zu werden. In der Spelunke „Zum Roten Jonas“, einer Kneipe mit angeschlossenem Billigsthotel, findet das ungleiche Paar Unterschlupf.  Hier lernt Bobby Marietta kennen, die Nichte des „Jonas“-Wirts, die nicht bereit ist das „Fürstenzimmer“, in dem sie wohnen will, Bobby abzutreten. Anders als die zweifelhafte „Jonas“-Kundschaft ist sie aber ein hochanständiges Mädchen. Daher ist ihre erste Begegnung mit Bobby nicht gerade konfliktfrei. Sie bleibt nicht nur aus diesem Grunde ihm gegenüber distanziert, es stört sie auch, dass er nichts von seinem Vorleben weiß. Immerhin rettet er sie aus einer gefährlichen Situation, als der Gewohnheitsverbrecher Padube Marietta dazu zwingen will, vor dem Pöbel im Gastraum nackt zu tanzen.
Bobby geht jedem Hinweis nach, der auf die Spur seiner Vergangenheit führt; er will unbedingt wissen, wer er eigentlich ist. Der einzige Hinweis führt ihn auch nicht weiter, auch wenn er jetzt weiß, dass er Bobby heißt. Denn er verfolgt eine mysteriöse Dame namens Olga Lotsy, die ihn bei seiner Rettungstat gegenüber Marietta beobachtet hatte und anschließend in Begleitung zweier Männer sofort wieder aus dem „Roten Jonas“ verschwand. Sie spricht ihn unter dem Namen Bobby, genaueres wisse sie aber nicht über ihn. Bei Olga trifft er auch Marietta wieder, die in einem Schönheitssalon arbeitet und in dessen Auftrag Frau Lotsy massieren soll. Marietta bleibt misstrauisch ihm gegenüber, denn sie glaubt, dass er nur deshalb nicht sagen kann, wer er ist, weil er etwas zu verbergen habe und eine dunkle Vergangenheit besitze. Ziellos schlendert Bobby durch die Straßen der Stadt, da sieht er ein Plakat, das den großen Boxkampf zwischen Morland, also ihm, und Paul Romanow ankündigt. Allmählich kehrt Bobbys Erinnerung zurück, und er eilt augenblicklich zur Boxarena. Dort hat gerade Romanows Manager verkündet, dass der Fight nicht stattfinden werde, weil Morland kneifen würde. Zeitgleich wird auf der Polizeiwache derjenige Kleinganove verhört, der Bobby niedergeschlagen und in der Truhe aufs Schloss gebracht habe. Bobby aber springt in den Ring und vermöbelt im Kampf seinen Gegner Romanow. Das Publikum jubelt. Jetzt, wo Marietta weiß, wer Bobby ist, ist sie erst unter den Zuschauern und dann an seiner Seite.

## Produktionsnotizen
Bobby geht los entstand zwischen dem 24. September und dem 17. Oktober 1931 im Atelier sowie im Oktober desselben Jahres an mehreren Berliner Schauplätzen, darunter der Sportpalast. Die Uraufführung fand am 3. Dezember 1931 statt. In Österreich lief der Streifen nahezu zeitgleich unter dem Titel Skandal in der Arena an.
Edmund Heuberger führte Dialogregie. Joe Pasternak übernahm die Produktionsleitung. Die Filmbauten stammen von Gustav A. Knauer. Eigil Wangøe arbeitete bei dieser Produktion als Standfotograf. Den Ton besorgte Charles Métain, sein Bruder René Métain nicht nur den Bild-, sondern auch den Tonschnitt.

## Kritik
Die Österreichische Film-Zeitung schrieb: „Hauptdarsteller und Regisseur des Films ist Harry Piel, der mit diesem Film den schlagenden Beweis erbringt, daß er in jeder Hinsicht das Publikumswirksamste erkennt.“